# Mancomunidad de Municipios del Sur de León

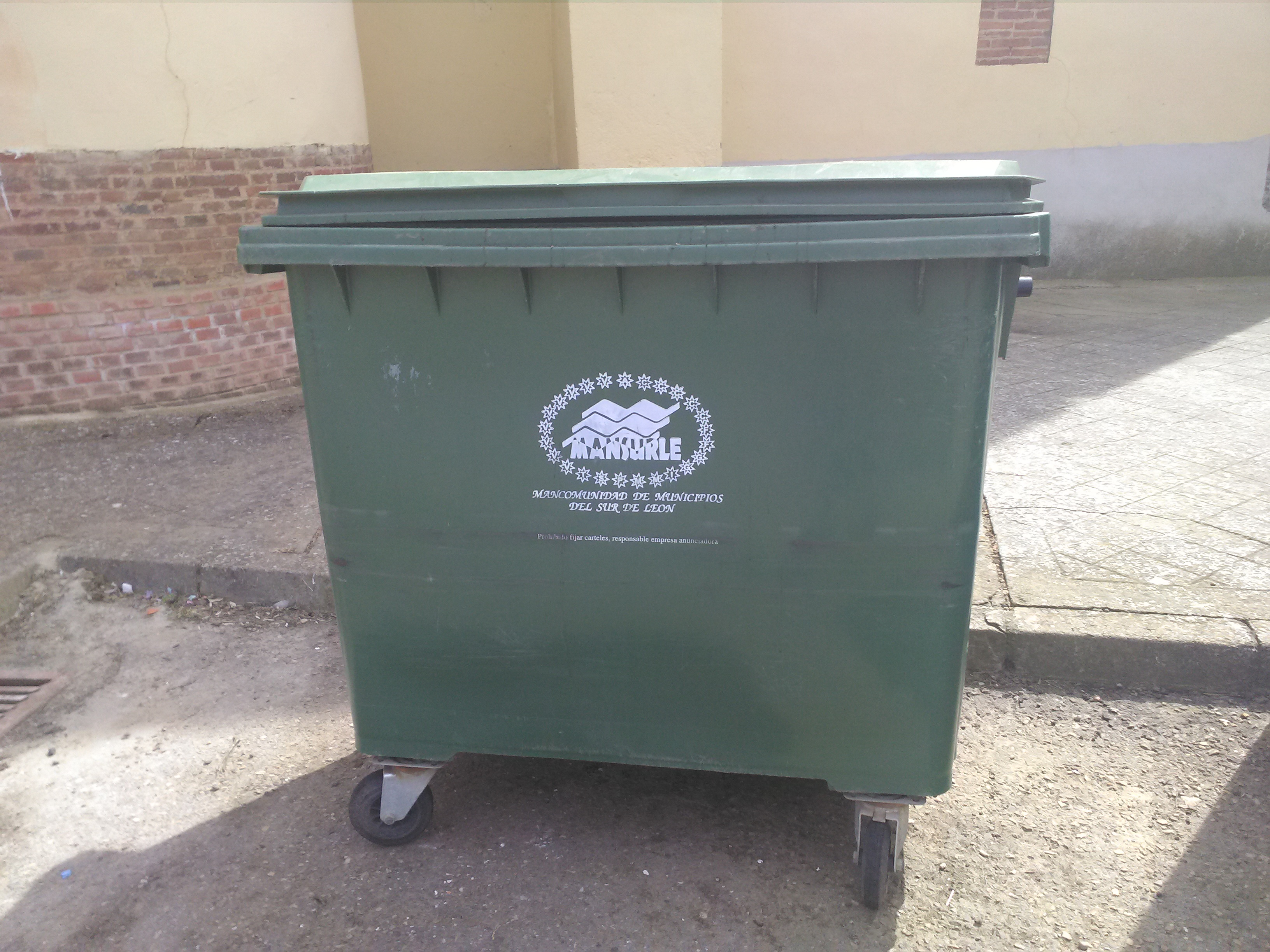
Un contenedor de basura con el logotipo de la mancomunidad.

La Mancomunidad de Municipios del Sur de León (MANSURLE) es una entidad de ámbito local formada por la asociación voluntaria de 25 municipios de la zona sureste de la provincia de León para mancomunar una serie de servicios. Tiene su sede en el Polígono Industrial El Tesoro, en Valencia de Don Juan.
Los municipios que la forman son: Algadefe, Cabreros del Río, Campazas, Castilfalé, Cimanes de la Vega, Cubillas de los Oteros, Fresno de la Vega, Fuentes de Carbajal, Gordoncillo, Gusendos de los Oteros, Izagre, Matadeón de los Oteros, Matanza de los Oteros, Pajares de los Oteros, San Millán de los Caballeros, Toral de los Guzmanes, Valdemora, Valderas, Valencia de Don Juan, Villabraz, Villademor de la Vega, Villamandos, Villamañán, Villaornate y Castro y Villaquejida.
Fue fundada el 28 de febrero de 1999 aglutinando a tres mancomunidades preexistentes (Esla-Oteros, Zona de Valderas y Oteros Sur) además de los municipios de Villamañán y Villademor de la Vega. 
La mancomunidad ofrece los siguientes servicios:
- Recogida y transporte de residuos sólidos urbanos
- Recogida de aceite usada de cocina, de origen domiciliaria e industrial
- Recogida de aparatos eléctricos y electrónicos
- Recogida selectiva de pilas
- Recogida de voluminosos
- Mantenimiento de alumbrado público
- Préstamo de mobiliario
- Préstamo de camión grúa
- Servicio de limpieza y mantenimiento de redes de alcantarillado público
- Actuaciones en materia de turismo
- Localización de fugas de agua
- Patrocinio deporte infantil